# George Gerbner
George Gerbner (né à Budapest le 8 août 1919 et mort à Philadelphie le 24 décembre 2005) est un sociologue américano-hongrois, professeur de télécommunication américain d'origine hongroise, est notamment connu pour sa théorie sur la télévision et ses effets, la « théorie de la cultivation (en) ».

## Biographie
Né en Hongrie, il émigre aux États-Unis en 1939. Titulaire d'un diplôme de journalisme de l'université de Californie à Berkeley, il travaille quelque temps pour le San Francisco Chronicle puis s'engage dans l'armée américaine en 1943. Là, il intègre le bureau des services stratégiques (Office of Strategic Services). Après la guerre, il obtient en 1955 un doctorat en communication à l'université de Californie du Sud. Sa thèse intitulée Vers une théorie générale de la communication est saluée par le prix de la meilleure thèse de l'Université.
Pendant plus de 25 ans, Gerbner et son équipe de la Annenberg School for Communication de l'université de Pennsylvanie mènent d'importants travaux de recherche sur l'impact de la télévision sur la société américaine. S'attachant principalement à la violence véhiculée par les médias, il procède à un travail empirique d'envergure selon la méthode de l'analyse de contenu qui aboutit à la théorie de la cultivation.
Il meurt d'un cancer à Philadelphie en 2005.

## La théorie de la culture
La théorie de la culture ou cultivation theory considère que la télévision, sans être à l'origine de la culture commune, va cependant s'emparer de cette culture et la propager, l'entretenir pour en faire une norme. Pour Gerbner, Gross, Morgan et Signorielli (1986), les images et messages qui forment notre environnement culturel sont de nos jours transmis par la télévision plutôt que par la religion ou l'éducation. En conséquence, la télévision formate notre perception du monde et nous véhicule un certain nombre de valeurs et de normes à notre insu.
L'Américain George Gerbner montre, par exemple, que la violence à l'écran contribue de manière relativement insignifiante à la violence réelle; en revanche, elle cultive des sentiments d'insécurité et de vulnérabilité à l'origine de comportement de dépendance et de soumission." La théorie de Gerbner s'applique plus spécifiquement au "heavy viewers" et aux jeunes enfants qui consomment plusieurs heures de télévision par jour. Le terme "heavy viewers" est destiné aux personnes qui regardent la télévision pendant quatre heures ou plus par jour. De plus, il y a aussi le terme "light viewers" qui représente des consommateurs qui consomment moins de deux heures de télévision par jour. Les consommateurs "heavy viewers" sont exposés à la violence et à la méchanceté retrouvée à la télévision et par conséquent se classifient sous le terme "Mean World Syndrome" ou "syndrome du grand méchant monde". Ce problème signifie qu'ils ont peur de la société qui les entoure et la trouvent très dangereuse. Par contre, les consommateurs "light viewers" se sentent en sécurité lorsqu'ils font face à leur société et lui accordent plus de confiance. Il y a donc une claire corrélation entre la télévision et la peur. 
En ce qui concerne les « heavy viewers » il y a deux groupes de cultivation dont le premier est « mainstreaming » et le deuxième est « resonance ». « Mainstreaming » signifie que des personnes vivant dans différentes régions démographiques démontrent des ressemblances selon comment elles interprètent leur société ; ils adaptent plutôt le « Mean World Syndrome ». En deuxième lieu, resonance est lorsque les personnes ont vécu une situation qu'elles ont déjà vue à la télévision. Pour évaluer et mesurer la « cultivation theory », les théoriciens émettent des tests qui posent des séries de questions. Par exemple, quelles sont vos chances d'affronter une situation violente cette semaine? Avez-vous peur de marcher seul la nuit? Ensuite les réponses sont séparées selon le nombre d'heures de télévision consommées et par après les personnes sont placées dans leur catégorie donc soit « light viewer », « medium viewer » ou bien « heavy viewer ». La cultivation est utilisée pour démontrer comment l'anxiété et l'insécurité sont reliées aux "media culture". De plus, elle est également utilisée pour prouver que le montant de télévision visionnée par quelqu'un affectera sa vision de la société.
Ainsi, une étude menée par l'équipe de Gerbner évalue la proportion d'hommes et de femmes et leurs fonctions sociales dans un certain nombre de programmes télévisés. Les résultats font apparaître une représentation patriarcale de notre société. En établissant cet ordre de manière quasi systématique, les spectateurs qui y sont confrontés intériorisent cette norme et l'intègrent à la culture commune de manière inconsciente. À force d'être confronté à la dominance de l'homme dans les familles à la télévision par exemple, le spectateur va intégrer ce schéma. C'est ce que Gerbner appelle « cultivation ». Ces valeurs culturelles ne sont pas créées de toutes pièces par les médias et doivent pré-exister pour être relayées. Mais en les reproduisant et en les propageant, les médias les figent pour en faire une norme communément admise.
Une autre étude a été menée qui démontre le lien entre les enfants qui regardent trop de télévision et la théorie de Gerbner : « Children now spend more time watching a television screen than they spend in school. At this very moment, the average 6-year-old child will have already watched for nearly one full year of their lives. In fact, most of our children now literally have more eye contact with television characters than with their own parents. »
Gerbner dénonce ainsi un certain nombre d'éléments réactionnaires cultivés par la télévision dans ses travaux, tels que la valorisation de la force et de la violence ou encore la disqualification des minorités. Il note ainsi que les tâches assignées aux représentants des minorités à la télévision sont généralement subalternes. Enfin « la télévision reste sans conteste le média dominant pour les jeunes, quels que soient leur âge et leur milieu social. »

### Sources
- Gabriel Langouet, Les jeunes et leurs parents face aux médias, Observation de l'enfance en France, p. 215-233

consultable en ligne
- D. Laughey, Key Themes in Media Theory, New York, McGraw-Hill, 2007, 235 p.